# マイケル・ジャクソン ライフ・オブ・アイコン 想い出をあつめて
『マイケル・ジャクソン ライフ・オブ・アイコン 想い出をあつめて』（原題：Michael Jackson: The Life of an Icon）は、マイケル・ジャクソンのドキュメンタリー映画。

## 概要
2009年6月25日に急死したマイケル・ジャクソンの想い出を振り返るというもの。
50人以上に及ぶ家族、友人、マネージャー、アーティスト達のインタビューを収録している。
プロデューサーのデヴィッド・ゲストはマイケルの少年時代からの友人であり、自らもインタビューに答えている。
2011年12月2日よりBlu-ray、DVDとして映像ソフトも販売されている。

## 使用楽曲
- ABC - ジャクソン5
- Band Of Gold - フリーダ・ペイン
- Ben - マイケル・ジャクソン
- Dancing In The Street - マーサ&ザ・ヴァンデラス
- Dancing Machine - ジャクソン5
- Does Your Mama Know About Me - ボビー・テイラー&ザ・バンクーバー
- Forever Come Today - ジャクソン5
- I Can't Help Myself - フォー・トップス
- I Wanna Be Where You Are - マイケル・ジャクソン
- I Want You Back - ジャクソン5
- I'll Be There - ジャクソン5
- Little Bitty Pretty One - サーストン・ハリス
- My Girl - テンプテーションズ
- One Day In Your Life - マイケル・ジャクソン
- Papa Was a Rollin' Stone - テンプテーションズ
- Rockin' Robin - マイケル・ジャクソン
- Someday's Watching Me - ロックウェル
- The Love You Save - ジャクソン5
- There's Nothing Stronger Than Our Love - ポール・アンカ
- What Becomes of the Brokenhearted - ジミー・ラフィン
- When I'm Gone -
- Don't Just Stand There - カール・スミス
- Who's Lovin' You - ジャクソン5